# علم تركيا
علم جمهورية تركيا هو علم أحمر اللون في وسطه هلال أبيض ونجمة. تصميم العلم قديم وهو ذاته تصميم العلم العثماني الخاص بالإمبراطورية العثمانية الذي تم اعتماده في 1844، في حين تم اعتماد الأبعاد الهندسية للعلم التركي الحالي في 29 مايو 1936. تاريخيا كان الهلال مرتبطا بالإسلام 
بينما غالبا ما ترمز النجمة إلى كوكب الزهرة التي كثيرا ما تشاهد بالقرب من القمر.
في سبعينيات القرن العشرين أصبح رمزا مرتبطاً بالإسلامية والجماعات والأحزاب المرتبطة بها، كما استخدم في أعلام مثلتها ومنها حركة أمة الإسلام في الولايات المتحدة يستعمل أيضا أسلوب النجمة والهلال و اللونين الأحمر والأبيض في علم تونس 

## تاريخها
يعد طغرل بك ، المؤسس الحقيقي لدولة السلاجقة، التي نشأت على يديه، وهو أول من حمل الراية الحمراء ذات الهلال والنجمة، والذي أصبح فيما بعد علمًا لتركيا، ومدت سلطانها تحت سمعه وبصره حتى صارت أكبر قوة في العالم الإسلامي، وتوفي سنة (455 هـ/1063 في الري دون أن يترك ولداً يخلفه على الحكم، فشب صراع على السلطة حسمه ابن أخيه ألب أرسلان لصالحهِ، بمساعدة وزيره النابه نظام الملك.